# Thatta
Thatta je město v pákistánské provincii Sindh. Jeho počátky sahají do středověku a jednu dobu bylo i hlavním městem celé provincie. V současnosti zde žije asi 37 000 obyvatel (2010). 
Pro svou historickou hodnotu byla stará část města v roce 1981 zapsána na seznam Světového dědictví UNESCO.
Thatta je možná místo, kde se nacházela starověká Patala (řecky Πάταλα), což byl v dobách Alexandra Velikého hlavní přístav na řece Indu.